# Jezierzyce Wielkopolskie
Jezierzyce Wielkopolskie – zlikwidowany wąskotorowy przystanek kolejowy w Jezierzycach, na wąskotorowej linii kolejowej Rakoniewice Wąskotorowe – Krzywiń, w powiecie kościańskim, w województwie wielkopolskim, w Polsce.